# ANGPTL1
La proteína 1 relacionada con la angiopoyetina, también conocida como angiopoyetina-3 (ANG-3), es una proteína que en los humanos está codificada por el gen ANGPTL1.

## Función
Las angiopoyetinas son miembros de la familia de los factores de crecimiento endotelial vascular y los únicos factores de crecimiento conocidos en gran medida específicos del endotelio vascular. la angiopoyetina-1, la angiopoyetina-2 y la angiopoyetina-4 participan en la formación de vasos sanguíneos.
La proteína codificada por este gen es otro miembro de la familia de las angiopoyetinas que se expresa ampliamente en tejidos adultos con niveles de ARNm más altos en tejidos altamente vascularizados. Se descubrió que esta proteína es una proteína secretora que no actúa como mitógeno de células endoteliales in vitro.

## Otras lecturas
- Dhanabal M, Jeffers M, LaRochelle WJ, Lichenstein HS (2005). «Angioarrestin: a unique angiopoietin-related protein with anti-angiogenic properties.». Biochem. Biophys. Res. Commun. 333 (2): 308-15. PMID 15950186. doi:10.1016/j.bbrc.2005.05.134.
- Maruyama K, Sugano S (1994). «Oligo-capping: a simple method to replace the cap structure of eukaryotic mRNAs with oligoribonucleotides.». Gene 138 (1–2): 171-4. PMID 8125298. doi:10.1016/0378-1119(94)90802-8.
- Bonaldo MF, Lennon G, Soares MB (1997). «Normalization and subtraction: two approaches to facilitate gene discovery.». Genome Res. 6 (9): 791-806. PMID 8889548. doi:10.1101/gr.6.9.791.
- Valenzuela DM, Griffiths JA, Rojas J (1999). «Angiopoietins 3 and 4: diverging gene counterparts in mice and humans.». Proc. Natl. Acad. Sci. U.S.A. 96 (5): 1904-9. Bibcode:1999PNAS...96.1904V. PMC 26709. PMID 10051567. doi:10.1073/pnas.96.5.1904.
- Avram D, Ishmael JE, Nevrivy DJ (1999). «Heterodimeric interactions between chicken ovalbumin upstream promoter-transcription factor family members ARP1 and ear2.». J. Biol. Chem. 274 (20): 14331-6. PMC 2823254. PMID 10318855. doi:10.1074/jbc.274.20.14331.
- Kim I, Moon SO, Koh KN (1999). «Molecular cloning, expression, and characterization of angiopoietin-related protein. angiopoietin-related protein induces endothelial cell sprouting.». J. Biol. Chem. 274 (37): 26523-8. PMID 10473614. doi:10.1074/jbc.274.37.26523.
- Zeng L, Dai J, Ying K (2003). «Identification of a novel human angiopoietin-like gene expressed mainly in heart.». J. Hum. Genet. 48 (3): 159-62. PMID 12624729. doi:10.1007/s100380300025.
- Lee HJ, Cho CH, Hwang SJ (2005). «Biological characterization of angiopoietin-3 and angiopoietin-4.». FASEB J. 18 (11): 1200-8. PMID 15284220. S2CID 19001234. doi:10.1096/fj.03-1466com.
- Oliner J, Min H, Leal J (2004). «Suppression of angiogenesis and tumor growth by selective inhibition of angiopoietin-2.». Cancer Cell 6 (5): 507-16. PMID 15542434. doi:10.1016/j.ccr.2004.09.030.
- Smagur A, Szary J, Szala S (2006). «Recombinant angioarrestin secreted from mouse melanoma cells inhibits growth of primary tumours.». Acta Biochim. Pol. 52 (4): 875-9. PMID 15940350. doi:10.18388/abp.2005_3401.

- Datos: Q18033800